# Луковитско съкровище
Луковитското съкровище е тракийско съкровище от третата четвърт на IV век пр.н.е. Съхранява се в Регионалния исторически музей в Ловеч.
Изровено е случайно в района на Луковит от местен жител, орящ нивата си, през 1953 г., допълнено е през 1955 и 1968 г.
Състои се от 15 сребърни съда – 6 чаши, 5 фиали и 4 кани. Включва още и 3 непълни гарнитури от конски амуниции - миниатюрни правоъгълни и триъгълни плочки с изображения на лъвски и човешки глави, както и на сфинксове, 3 юзди и 3 железни топки. Съдовете са украсени с палмови листа, лотосов цвят, бадемови плодове и различни сцени - конник, тъпчещ лъв, и лъв, нападащ елен. Разграничават се няколко стилови, сюжетни и композиционни направления в изработката им. Върху чаша са изобразени 2 реда от по 8 женски бюста, а на шийката на каничка е изобразен лабрис.

## Галерия
- Каничка и чаша от съкровището
- Чаша от съкровището
- Каничка от съкровището
- Фиала от съкровището
- Апликации за конски сбруи
- Апликации за конски сбруи
- Апликации за конски сбруи
- Апликации за конски сбруи. Лъв, захапал елен за шията; под тежестта еленът е паднал с подгънати под тялото крака
- Фиала